# سکس: داستان آنابل چونگ
سکس: داستان آنابل چونگ (به انگلیسی: Sex: The Annabel Chong Story) یک فیلم مستند آمریکایی محصول سال ۱۹۹۹ به کارگردانی، فیلم‌برداری و تهیه‌کنندگی مستندساز و کارگردان کانادایی، گاف لوئیس است.
این فیلم، زندگی بازیگر فیلم‌های پورنوگرافی، گریس کوئیک، معروف به آنابل چونگ، که در آن زمان دانشجوی مطالعات جنسیت در دانشگاه کالیفرنیای جنوبی بود را به تصویر می‌کشد که به خاطر ثبت رکورد گنگ بنگ در ژانویه ۱۹۹۵ مشهور شد. ویدئویی از این رویداد تحت عنوان بزرگ‌ترین گنگ بنگ جهان منتشر شد.
پس از انتشار این مستند، کوئیک از لوئیس بابت اینکه چندین رویداد را اشتباه تفسیر کرده و وقایع را به شیوه‌ای «گمراه‌کننده» به تصویر کشانده انتقاد کرد از جمله ادعای «بازگشت» به صنعت پورن پس از بازگشت به سنگاپور. همچنین چونگ مدعی است لوئیس در زمانی که دوربین خاموش بوده‌است به خود آسیب می‌رسانده‌است.

## خلاصه داستان
این مستند به بررسی تجربیات کوئیک پرداخته و زندگی او را به عنوان دانشجو در لس آنجلس، کالیفرنیا و لندن و زادگاهش سنگاپور و در صنعت پورن نشان می‌دهد. این مستند بر دلایل او برای کار در پورن و همچنین روابط او با دوستان و خانواده‌ش تمرکز دارد.
این مستند افشاگر این موضوع است که کوئیک در دوران دانشجویی و زمانی که ساکن لندن بود مورد تجاوز گروهی قرار گرفته‌است و بسیاری از مسائل عاطفی پیچیدهٔ او از جمله نشانه‌های افسردگی، خودزنی و سوء مصرف مواد را توصیف و بررسی می‌کند. این فیلم همچنین شامل تصاویری از مکالمه‌ای دردناک در سنگاپور بین آنابل و مادرش است که تا آن زمان از حرفه پورنو دخترش اطلاعی نداشت.